# Métro de Changzhou
 (juillet 2025).
Le métro de Changzhou (chinois simplifié : 常州地铁 ; pinyin : chángzhōu dìtiě) est un réseau de métro de la ville de Changzhou, dans la province du Jiangsu, en République populaire de Chine.
La construction de la première ligne a débuté le 28 octobre 2014, et l'ouverture a eu lieu le 21 septembre 2019. Le réseau sera composé de six lignes d'une longueur totale d'environ 208 km d'ici 2030,.

## Lignes opérationnelles

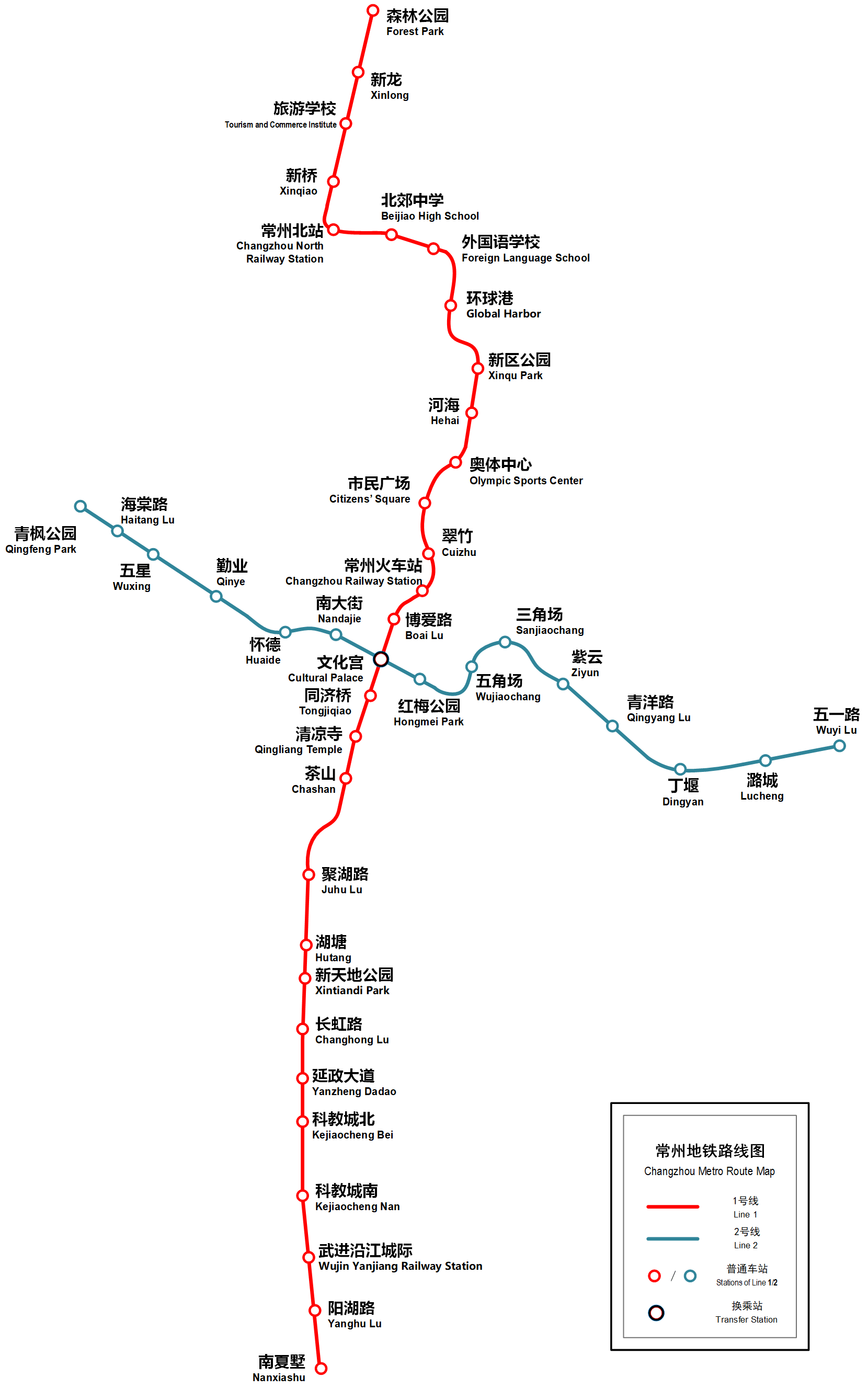
Carte des lignes 1 et 2.

| Ligne  | Terminus      | Terminus  | Ouverture         | Longueur | Stations |
| ------ | ------------- | --------- | ----------------- | -------- | -------- |
| 1      | Forest Park   | Nanxiashu | 21 septembre 2019 | 34,2 km  | 29       |
| 2      | Qingfeng Park | Wuyilu    | 28 juin 2021      | 19,8 km  | 15       |
| TOTAL: | TOTAL:        | TOTAL:    | TOTAL:            | 54       | 44       |

### Ligne 1
La construction de la ligne 1 a débuté le 28 octobre 2014. La première phase s'étend de South Xiashu (南夏墅) dans le Sud à Chunjiang (春江) dans le nord. La ligne fait 34 km, avec 29 stations (dont 27 stations souterraines et 2 stations élevées). L'ouverture a eu lieu le 21 septembre 2019. La ligne sera éventuellement prolongée pour atteindre 42 km de long.

### Ligne 2
La construction de la ligne 2 a débuté le 13 février 2017. La ligne fait 20 km, avec 15 stations (dont 14 stations souterraines et 1 station élevée). L'ouverture a eu lieu le 28 juin 2021. La ligne sera prolongée pour atteindre 36 km de long de Qingfeng Park Station à Wuyi Road Station.

## Projets

### Ligne 3
La ligne 3 est prévue pour mesurer 29 km de long, de Changzhou North Railway Station à Miaoqiao Station.

### Ligne 4
La ligne 4 est prévue pour mesurer 36 km de long, de Xinlong Zutuan Center Station à Jianhu Station.

### Ligne 5
La ligne 5 est prévue pour mesurer 28 km de long, de Qinglong Station à West Taihu Science City Station.

### Ligne 6
La ligne 6 est prévue pour mesurer 37 km de long, de Xuejia Station à West Taihu Science City Station.

### Métro léger
En plus, un réseau de 68 km de métro léger est prévu pour relier le métro de Changzhou à la banlieue et à certaines villes proches.